# Prohibitivpreis

Nachfragekurve

Der Prohibitivpreis (lateinisch prohibere, „(ver)hindern“) ist in der Mikroökonomie auf dem Gütermarkt jener Preis von Gütern und Dienstleistungen, bei dem keine Güternachfrage (mehr) zustande kommt, diese also „Null“ ist.
In einer individuellen oder aggregierten Nachfragefunktion wird dem Prohibitivpreis die Nachfragemenge {\displaystyle x=0} zugeordnet, so dass der Prohibitivpreis {\displaystyle p_{h}} durch
{\displaystyle p_{h}=p(x=0)}
definiert ist. Der Prohibitivpreis ergibt sich graphisch als Preis-Koordinate des Schnittpunktes zwischen Nachfragekurve und Preisachse.

## Prohibitivpreis und Sättigungsmenge
Die Preis-Absatz-Funktion wird durch zwei Extrempunkte begrenzt, den Prohibitivpreis und die Sättigungsmenge. Der Prohibitivpreis ist der Höchstpreis, zu dem niemand das Gut kaufen möchte. Die Sättigungsmenge ist die maximal nachgefragte Menge {\displaystyle x}, die es bei einem kostenlosen Gut (etwa Freibier; {\displaystyle p=0}) gibt. Hieraus ergibt sich für den Prohibitivpreis
{\displaystyle p=f(x=0)}
und für die Sättigungsmenge
{\displaystyle x=f(p=0)}.
Dem Prohibitivpreis liegt eine vollkommen elastische Nachfrage ({\displaystyle \eta =\infty }) zugrunde, der Sättigungsmenge eine vollkommen unelastische Nachfrage ({\displaystyle \eta =0}).

## Wirtschaftliche Aspekte
Der Prohibitivpreis markiert den Punkt, ab dem die Güternachfrage vollkommen zum Erliegen kommt. Kein Konsument ist mehr bereit, den verlangten Preis (oder sogar mehr) zu bezahlen (Zahlungsbereitschaft = 0). Es ist ferner davon auszugehen, dass selbst bei einem Preis von „Null“ die Nachfrage wegen der Sättigungsmenge nicht unendlich groß wird. Die maximale Absatzmenge ist determiniert z. B. durch die fehlende Markttransparenz, Transaktionskosten oder die Endlichkeit der Nachfrage. Diese Obergrenze wird als die akquisitorische Reichweite des Unternehmers bezeichnet. Sie ist kleiner oder gleich der Sättigungsmenge, da z. B. aufgrund unvollkommener Information nicht jeder potenzielle Nachfrager Kenntnis vom Angebotspreis erlangt (fehlende oder geringe Markttransparenz). Durch Verbesserung der Produkt- und Dienstleistungsqualität kann der Prohibitivpreis erhöht werden, nicht jedoch die Sättigungsmenge.

## Abgrenzung
Der Reservationspreis kann sich sowohl auf Güternachfrage als auch auf Güterangebot beziehen, bei den Nachfragern heißt er speziell Prohibitivpreis. Beim Reservationspreis verhält sich der Konsument indifferent zwischen dem Kauf und Nicht-Kauf eines Gutes; er verkörpert denjenigen Preis eines Gutes, bei dem der Konsument ein Gut gerade noch kauft. Liegt der Preis um eine Geldeinheit niedriger als der Reservationspreis, so kauft er, liegt der Preis um eine Einheit höher als der Reservationspreis, so kauft der Konsument nicht.